# Jean-Michel Blanquer
Jean-Michel Blanquer (Parijs, 4 december 1964) is een Frans jurist en hoogleraar die sinds 17 mei 2017 minister van Nationaal Onderwijs en Jeugd in de regering-Philippe I en II is.

## Levensloop
In 1987 publiceerde hij samen met zijn collegevrienden François Baroin en Richard Senghor een Déclaration du troisième millénaire, die tot doel had een geactualiseerde versie te zijn van de Verklaring van de rechten van de mens en de burger uit 1789.
Hij promoveerde tot doctor in de wijsbegeerte (Universiteit Panthéon-Sorbonne), werd gediplomeerd van Sciences Po en werd doctor in de rechten (1993, Universiteit Panthéon-Assas) met een thesis Les Méthodes du juge constitutionnel.
Van 1989 tot 1991 was hij onderzoeker bij het Franse Instituut voor de studie van de Andes in Bogota (Colombia). Van 1992 tot 1994 studeerde hij aan de Harvard-universiteit, werd tijdelijk attaché voor onderwijs en onderzoek bij de Universiteit Panthéon-Assas en docent publiek recht bij de Universiteit François-Rabelais in Tours. Vanaf 1996 was hij hoogleraar publiek recht in het Instituut voor politieke studies in Rijsel.
In 1998 werd hij directeur van het Institut des hautes études de l'Amérique latine (IHEAL). Hij doceerde grondwettelijk recht, de theorie van het recht en het gemeenschapsrecht aan de Universiteit Sorbonne-Nouvelle en aan Sciences Po. In 2004 werd hij rector van de academie van Guayana. In 2006 werd hij adjunct-directeur in het kabinet van de minister van Nationale Opvoeding en Hoger onderwijs. In 2007 werd hij rector van de academie van Créteil en gebruikte dit ambt om heel wat experimenten aan te vatten voor de verbetering van het onderwijs.
In 2009 werd hij directeur-generaal van het onderwijs in het ministerie van Nationaal Onderwijs. In 2012 was hij kandidaat voor het directeurschap van Sciences Po, maar werd niet benoemd. Vervolgens werd hij directeur-generaal van de  groupe ESSEC.

### Minister van Nationaal Onderwijs
Op 17 mei 2017 werd hij benoemd tot minister van Nationale Opvoeding in de regering geleid door Édouard Philippe.
Zijn eerste beslissingen gingen in tegen richtingen die de voorgaande minister Najat Vallaud-Belkacem was ingeslagen, door het herstellen van de tweetalige klassen, het versterken van het onderwijs oude talen (Grieks en Latijn) en het verhogen van de autonomie van de onderwijsinstellingen. Hij kondigde ook zijn intentie aan om het huiswerk af te schaffen en te vervangen door aangepaste werkzaamheden tijdens de schooluren.

## Publicaties
- Les méthodes du juge constitutionnel, Thèse de doctorat en droit public.
- Les freins constitutionnels aux politiques publiques : les politiques publiques d’éducation, Parijs, IEP, 1989. 1989.
- (met Dario Fajardo) La décentralizacion en Colombia, estudios y propuestas, Ediciones IFEA/UNC, Bogotá, 1991.
- Michel Baroin, les secrets d’une influence. Plon, Paris, 1992.
- met Jérôme Cordelier), Le Sérail, histoire d’une promotion de l’ENA, Librairie académique Perrin, Parijs, 1995.
- Changer d’ère : progrès, déclin, transformation, Parijs, Descartes et compagnie, 1996.
- (met Christian Gros) La Colombie à l’aube du troisième millénaire, Parijs, IHEAL, 1996.
- L’ordre constitutionnel d’un régime mixte, le sens donné à la Constitution par le Conseil constitutionnel, Revue du droit public et de la science politique en France et à l’étranger, 1998.
- (met Olivier Beaud) La responsabilité des gouvernants, Parijs, Descartes et compagnie, Paris, 1999.
- (met Hélgio Trinidade Helgio) Les Défis de l’éducation en Amérique latine, IHEAL, Paris, 2000.
- Les Études de la documentation française : Amérique latine, 2002.
- Avec Isidoro Cheresky, De la ilusión reformista al descontento ciudadano : las elecciones en Argentina, 1999-2001, Homo Sapiens ediciones, Rosario IHEAL, Paris, Instituto de Investigaciones Gino Germani (Universidad de Buenos Aires, Facultad de Ciencias Sociales), 2003.
- (met Hélène Quanquin, René Rémond, Willibald Sonnleitner en Christine Zumello) Voter dans les Amériques, 2005.
- (met Fernando Carrillo Flórez en Willibald Sonnleitner) Explorando los territorios del voto : hacia un atlas electoral de Centroamérica. CAUDAL, Guatemala, CEMCA, México, 2006.
- L'école de la vie. Pour que chacun puisse réussir, Parijs, Odile Jacob, 2014.
- L'Ecole de demain: Propositions pour une Éducation nationale rénovée, Parijs, Odile Jacob, 2016.

- Bibsys: 90926347
- Bibliothèque nationale de France: cb12272426h (data)
- CiNii: DA13215393
- Gemeinsame Normdatei: 171183045
- International Standard Name Identifier: 0000 0001 2139 4852
- Library of Congress Control Number: n91090717
- Nationale Bibliotheek van Tsjechië: mub2014838727
- Nederlandse Thesaurus van Auteursnamen: 186861168
- Réseau des bibliothèques de Suisse occidentale: 02-A003012797
- Système universitaire de documentation: 031526403
- Virtual International Authority File: 73912940
- WorldCat: E39PBJmhMf96CmQfRTgxkYh4MP